# Tunka Manin
Tunka Manin (1010-1078) était un empereur du Ghana qui régna de 1062 à 1078. Précédé par Ghana Bassi, Manin fut le dernier dirigeant de l'empire du Ghana avant la conquête almoravide. Les récits à son sujet proviennent d'Al-Bakri qui le décrit comme un « amoureux de la justice et favorable aux musulmans ».  :120
Manin avait succédé à Bassi en 1062 et, comme lui, avait maintenu sa religion traditionnelle plutôt que de se convertir à l'islam.  :88Les Almoravides sous Abu Bakr ibn Umar avaient été irrités par le refus de Bassi de se convertir et avaient commencé à envahir l'empire.  :87En 1076, les Almoravides réussirent à saccager la capitale de l'empire, Koumbi Saleh. Manin a continué à régner en tant que vassal des Almoravides et leur a rendu hommage.  :88Les Almoravides furent expulsés en 1087, mais l'empire était gravement affaibli et de nombreux territoires ont pris leur indépendance. L'islam, devenu la foi dominante de sa classe supérieure, était imposé à tous les habitants, et de nombreux animistes quittèrent le pays.
Manin était réputé pour son implication auprès des communautés locales, ainsi que pour ses politiques économiques qui augmentaient le commerce, notamment celui du sel. On dit qu'il s'est entouré d'un air de divinité et de magie, qu'il a utilisé pour motiver son peuple à bien le protéger. Manin était connu pour afficher et afficher sa richesse en s'habillant d'or, d'ivoire et d'autres matériaux précieux.[réf. nécessaire]